# Ніколас Стено
Ніколас Стено (лат. Nicolas Steno) або Нільс Стенсен (дан. Niels Stensen; 11 січня 1638, Копенгаген — 25 листопада 1686, Шверін) — данський анатом і геолог, католицький єпископ. Його вважають батьком геології та стратиграфії. У 1988 році зарахований Римо-Католицькою Церквою до лику блаженних.

## Біографія
З ранньої молодості зайнявся медициною і привернув до себе увагу Бартоліна. Здобувши докторський ступінь, здійснив закордонну подорож із науковою метою, відвідавши Нідерланди, Німеччину та Париж. Стено відкрив проток привушної слинної залози, який згодом назвали «стеноном». Пізніше Ніколас відвідав Австрію, Угорщину, довго мешкав у Падуї, де почав цікавитися релігійними питаннями. Незабаром він отримав звання першого лікаря тосканського великого герцога Фердинанда II, і Козімо III доручив йому виховання свого сина. 1669 року він перейшов у католицтво і через два роки після цього дістав запрошення очолити кафедру анатомії в Копенгагені. Однак пропаганда католицьких ідей викликала невдоволення в нього на батьківщині, через що Стено повернувся в Італію, де вступив у чернецький орден і був призначений єпископом до Греції. Він остаточно полишив наукові заняття. Однією з головних заслуг Стено є ґрунтовне з'ясування ролі м'язів. Він показав, що це не простий матеріал для заповнення простору між органами, а необхідні органи руху.

## Головні праці
- «Observationes anatomicae» (1662)

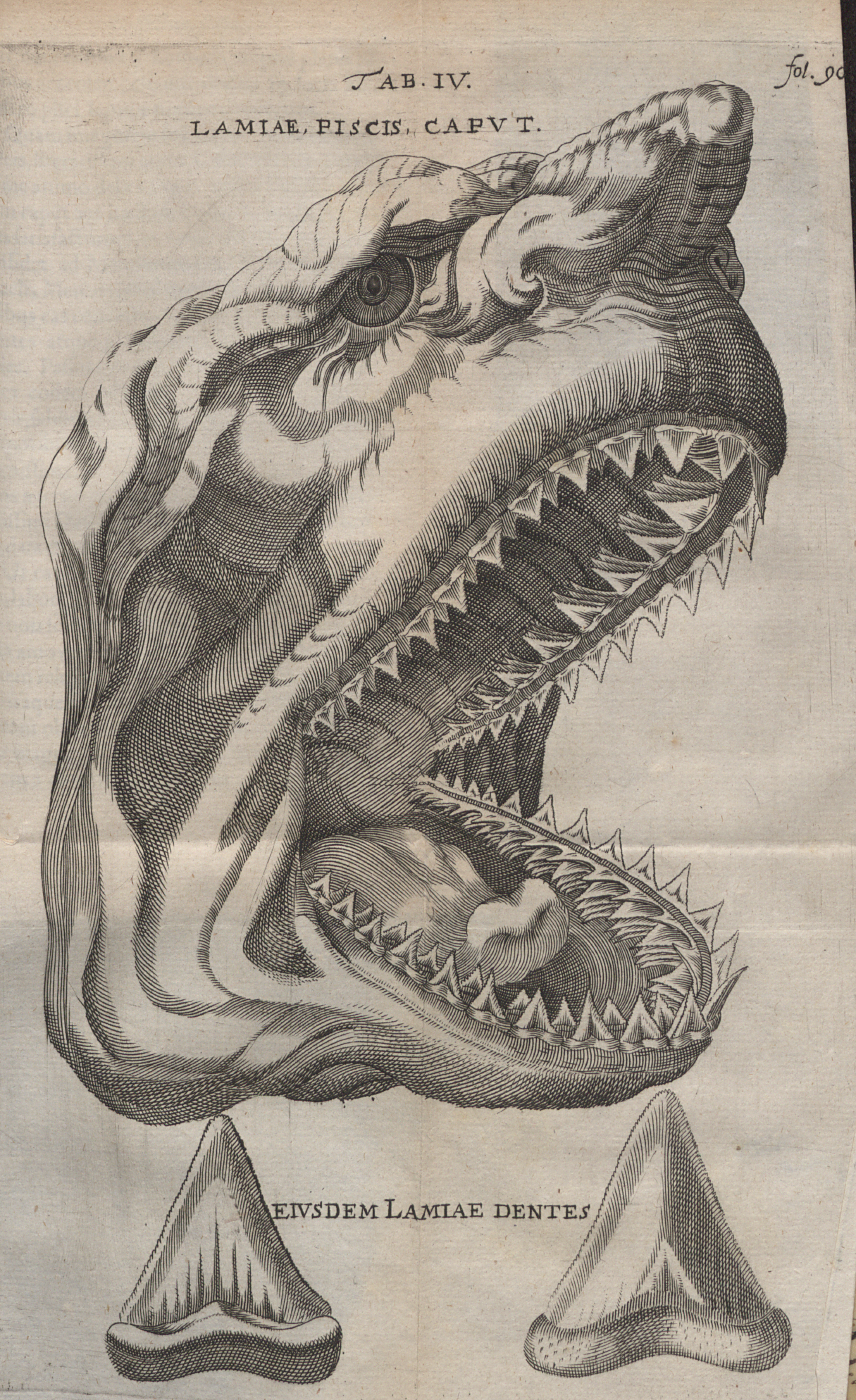
Зразок Elementorum myologiae: ілюстрація з роботи Стено 1667 р., що порівнює зуби акули з викопним зубом

- «Observationum anatomicarum de musculis et glandulis specimen» (1664)
- «Elementorum myologiae specimen seu musculorum d escriptio geometrica» (1667)
- «De solido intra solidum naturaliter contento dissertationis prodromus» (1669)
- «Discour sur l'anatomie du cerveou» (1669).